# Gumpeltshofen
Gumpeltshofen ist ein Wohnplatz in der Stadtteilgemarkung Beuren von Isny im Allgäu im baden-württembergischen Landkreis Ravensburg.

## Geographie
Der Ort liegt etwa vier Kilometer nordwestlich des Stadtgebiets von Isny im Allgäu. Westlich von Gumpeltshofen fließt die Untere Argen.

## Geschichte
Die heutige Siedlung entstand vermutlich im 8./9. Jahrhundert. Gumpeltshofen wurde erstmals urkundlich um das Jahr 1250 als Gumbolzehoven erwähnt, das auf einen Personennamen zurückzuführen ist. Die Besitzungen im Ort waren Eigengüter der Bauern sowie Fallehengüter des Klosters Isny. Im Jahr 1711 fand die Vereinödung Gumpeltshofens statt, wodurch die Ortsteile Gaisau, Halden, Hollenmoos und Unger entstanden. Die Hofkapelle im Ort wurde im 18. Jahrhundert erbaut.